# Sovana rosso riserva cabernet sauvignon
Il Sovana rosso riserva cabernet sauvignon è un vino prodotto nei territori comunali di Sorano, Pitigliano e Manciano, all'estremità sud-orientale della provincia di Grosseto, nel cuore dell'area del tufo.

## Invecchiamento
Il disciplinare prevede un obbligo di invecchiamento di 30 mesi.

## Caratteristiche organolettiche
- colore: rosso rubino con riflessi granati
- odore: fruttato, floreale, speziato, con sentori eterei
- sapore: caldo, secco, tannino terziario molto raffinato, di grande struttura e personalità

## Produzione
Provincia, stagione, volume in ettolitri
- nessun dato disponibile